# トロイ・エヴァンス
トロイ・エヴァンス（Troy Evans,  1948年2月16日 - ）は、アメリカ合衆国の俳優、声優である。

## 来歴
1948年、モンタナ州ミズーラに生まれる。1966年に地元モンタナ州のFlathead High Schoolを卒業し、1968年から1969年まで第25歩兵師団へ所属し、ベトナムへ出兵した。1980年代に本格的に役者としての活動をスタートさせ、これまでに数々の映画やテレビドラマに脇役として出演している。これまでのマイケル・クライトン原作の医療ドラマ『ER緊急救命室』への出演や、ジム・キャリー主演の『エース・ベンチュラ』、マイケル・J・フォックス主演の『さまよう魂たち』などへの出演で知られており、多数のスターたちとの共演作を誇るバイブレーヤーでもある。

## 出演作品

### 映画
- クラブ・ラインストーン/今夜は最高! Rhinestone (1984)
- Obsessive Love (1984) ※テレビ映画
- 霊界からのメッセージ・降霊盤の謎 Deadly Messages (1985)
- 犯られた刑事 The Rape of Richard Beck (1985) ※テレビ映画
- ティーン・ウルフ Teen Wolf (1985)
- シンシア・ギブのモダン・ガールズ Modern Girls (1986)
- Deadly Care (1987) ※テレビ映画
- ニア・ダーク/月夜の出来事 Near Dark (1987)
- 大災難P.T.A. Planes, Trains & Automobiles (1987)
- Shadows in the Storm (1988)
- デッドリー・ドリーム/ 夢が殺しにやってくる Deadly Dreams (1988)
- 新アンタッチャブル/カポネの逆襲 The Revenge of Al Capone (1989) ※テレビ映画
- 火星人ゴーホーム! Martians Go Home (1989)
- ハロウィン5 ブギーマン逆襲 Halloween 5 (1989)
- ハリウッド探偵事務所 The Hollywood Detective (1989) ※テレビ映画
- 奇跡の243便 Miracle Landing (1990) ※テレビ映画
- マイ・ブルー・ヘブン My Blue Heaven (1990)
- メン・アット・ワーク Men at Work (1990)
- パスタイム Pastime (1990)
- Guess Who's Coming for Christmas? (1990)
- カフス! Kuffs (1992)
- バーチャル・ウォーズ The Lawnmower Man (1992)
- ドクソルジャー 白い戦場 Article 99 (1992)
- 沈黙の戦艦 Under Siege (1992)
- ラブ・フィールド Love Field (1992)
- 奇跡を呼ぶ男 Leap of Faith (1992)
- デモリションマン Demolition Man (1993)
- エース・ベンチュラ Ace Ventura: Pet Detective (1994)
- Green Dolphin Beat (1994) ※テレビ映画
- It Runs in the Family (1994)
- Father and Scout (1994) ※テレビ映画
- Cries from the Heart (1994)
- スイート・ドリーム Lily in Winter (1994)
- ケイティ Born to Be Wild (1995)
- 覗く女2 Bodily Harm (1995)
- オートマティック2033 Automatic (1995)
- モンスター・ファミリー Here Come the Munsters (1995) ※テレビ映画
- Woman Undone (1996) ※テレビ映画
- エド Ed (1996)
- フェノミナン Phenomenon (1996)
- さまよう魂たち The Frighteners (1996)
- 冷血 In Cold Blood (1996) ※テレビ映画
- 妬む女 Crowned and Dangerous (1997) ※テレビ映画
- ラスベガスをやっつけろ Fear and Loathing in Las Vegas (1998)
- ブラボー火星人2000 My Favorite Martian (1999)
- インベーション・デイ Alien Fury: Countdown to Invasion (2000) ※テレビ映画
- The Trial of Old Drum (2000) ※テレビ映画
- リメンバー・エイプリル I'll Remember April (2000)
- デイブレイク Daybreak (2000)
- Shoot or Be Shot (2002)
- ハッピー・フライト View from the Top (2003)
- ザ・コミッション The Commission (2003)
- タイガー・クルーズ Tiger Cruise (2004) ※テレビ映画
- ホーム・オン・ザ・レンジ にぎやか農場を救え! Home on the Range (2004) ※声の出演
- Jane Doe: The Harder They Fall (2006) ※テレビ映画
- ブラック・ダリア The Black Dahlia (2006)
- ファイヤードラゴン Dracano (2013)

### テレビドラマ
- 事件記者ルー・グラント Lou Grant (1981)
- Filthy Rich (1982)
- ヒルストリート・ブルース Hill Street Blues (1982, 1985)
- Wizards and Warriors (1983)
- ブルーサンダー Blue Thunder (1984)
- スケアクロウとキング夫人 Scarecrow and Mrs. King (1984)
- Mama's Family (1984)
- リップタイド探偵24時 Riptide (1984)
- チアーズ Cheers (1985)
- ファルコン・クレスト Falcon Crest (1985)
- スターマン Starman (1987)
- 浮気なおしゃれミディ Designing Women (1987)
- The Facts of Life (1987)
- ダラス Dallas (1987, 1989)
- ナイト・コート Night Court (1987)
- What's Happening Now! (1988)
- Frank's Place (1988)
- ハンター Hunter (1988)
- My Two Dads (1988)
- L.A.ロー 七人の弁護士 L.A. Law (1988)
- ウェブスター Webster (1989)
- チャイナ・ビーチ China Beach (1989 - 1991)
- マトロック Matlock (1989)
- ハリウッド・ナイトメア Tales from the Crypt (1990, 1992)
- ツイン・ピークス Twin Peaks (1990)
- Good & Evil (1991)
- ライフ・ゴーズ・オン Life Goes On (1991 - 1993)
- ジョージ George (1993, 1994)
- ザ・スタンド The Stand (1994)
- レネゲイド/反逆のヒーロー Renegade (1994)
- ジェシカおばさんの事件簿 Murder, She Wrote (1994)
- ER緊急救命室 ER (1994 - 2009)
- ファッジ Fudge (1995)
- Courthouse (1995)
- カーク Kirk (1995)
- ベイウォッチ・ナイト Baywatch Nights (1995)
- Home Improvement (1995)
- 新スーパーマン Lois & Clark: The New Adventures of Superman (1996)
- Dr.マーク・スローン Diagnosis Murder (1996, 1998)
- Townies (1996)
- ボーイ・ミーツ・ワールド Boy Meets World (1996, 1997)
- スパイ・ゲーム Spy Game (1997)
- サンフランシスコの空の下 Party of Five (1997)
- トータル・セキュリティ Total Security (1997)
- ザ・プラクティス ボストン弁護士ファイル The Practice (1997)
- プロファイラー/ 犯罪心理分析官 Profiler (1998)
- ペンサコーラ 黄金の翼 Pensacola: Wings of Gold (1998)
- Any Day Now (1999)
- プロビデンス (テレビドラマ) Providence (1999, 2001)
- G vs E (1999)
- ベッカー Becker (1999, 2000, 2002)
- L.A.大捜査線 マーシャル・ロー Martial Law (2000)
- ジョー・ミリオネア Love or Money Love & Money (2000)
- オポジット学園 Opposite Sex (2000)
- ボストン・パブリック Boston Public (2001)
- ナイトビジョン Night Visions (2001)
- ザ・デイビジョン The Division (2002, 2003)
- WITHOUT A TRACE/FBI 失踪者を追え! Without a Trace (2003)
- CSI:マイアミ CSI: Miami (2003)
- 女検察官アナベス・チェイス Close to Home (2005, 2006)
- ザ・ゲーム The Game (2006, 2007)
- Carpoolers (2007)
- シークレット・アイドル ハンナ・モンタナ Hannah Montana (2009)
- NCIS:LA 〜極秘潜入捜査班 NCIS: Los Angeles (2011)
- グッドラックチャーリー Good Luck Charlie (2012)
- Newsreaders (2013)
- Granite Flats (2013)
- BOSCH/ボッシュ (2014-2021)

### テレビアニメ
- The Real Adventures of Jonny Quest (1996)
- Life with Louie (1996, 1997, 1998)
- God, the Devil and Bob (2001)

## 参照
1. 1 2  “Troy Evans Biography”. 2014年7月6日閲覧。